# 穂波家
穂波家（ほなみけ）は、藤原北家勧修寺流庶流の公家、華族、平民だった家。公家としての家格は名家、華族としての家格は子爵家。後に爵位を返上した。

## 歴史
権大納言・勧修寺経広の次男である権中納言・穂波経尚が、はじめ海住山（海住山寺に由来する）を称したが、寛文年間に穂波と改称したことに始まる。
穂波とは、歌に詠まれる伏見の田園に由来するとの説があるものの、詳らかではない。家紋は、勧修寺家に倣い「竹に雀」。菩提所は、立本寺享保院。江戸期の住居は、蛤御門之外。
初代・権中納言・穂波経尚以降、江戸時代の石高は、蔵米30石であったが、11代・穂波経度は、戊辰戦争の時、錦旗奉行・大総督府参謀を拝命、明治2年（1869年）、その勲功により賞典禄100石を下賜された。のちに元老院議官を務めた。
明治2年に公家と大名家が華族として統合されると穂波家も公家として華族に列し、明治17年（1884年）7月7日の華族令の施行で華族が五爵制になると、同8日に大納言直任の例がない旧堂上家として穂波経藤が子爵を授けられた。
しかし明治37年（1904年）、飛鳥井伯爵家に絡んだ戸籍法違反事件につき、経度及び経藤は拘留され、翌年明治38年（1905年）6月に至って爵位を返上した。

## 歴代当主
1. 穂波経尚 （1646 - 1706）
2. 穂波晴宣 （1697 - 1768）
3. 穂波経古 （1733 - 1741）
4. 穂波尚明 （1729 - 1776）
5. 穂波尚孝 （1757 - 1777）
6. 穂波経条 （1774 - 1836）
7. 穂波経誠 （1798 - ）
8. 穂波経訓 （1802 - 1820）
9. 穂波経武 （1818 - 1823）
10. 穂波経治 （1824 - 1842）
11. 穂波経度 （1837 - 1915）
12. 穂波経藤 （1861 - 1931）